# LightScribe
LightScribe — технология, позволяющая получать изображение на обратной поверхности специально подготовленных компакт-дисков с помощью приводов, поддерживающих данную технологию. Разработана компанией Hewlett-Packard и Lite-On в 2004 году.

## Принцип работы

Чистый диск с поддержкой LightScribe

Изображение наносится на специальный слой, расположенный под поверхностью диска, который темнеет под воздействием инфракрасного лазера 780 нм. Для того, чтобы начать печатать картинки, достаточно перевернуть диск. Нанесение изображения возможно в 3-х режимах: черновик, стандарт и наилучший. Готовые диски рекомендуется хранить в тёмном месте для сохранения чёткого изображения на протяжении жизни диска.
Этикетки LightScribe прожигаются концентрическими кругами от центра до края. Первоначально диски, поддерживающие LightScribe, были монохромными: серый цвет на золотистого цвета подложке. Позже, в конце 2006 года, появились цветные варианты. Прожигаемое изображение осталось монохромным, но фон теперь может быть цветным. 
Готовое изображение невозможно удалить с диска или заменить другим. Можно только добавлять больше деталей. 
На окантовке центрального отверстия диска LightScribe нанесена разметка, позволяющая приводу точно позиционировать диск в процессе нанесения изображения. Это позволяет наносить изображение на высокой скорости. Один и тот же диск может быть «пропечатан» несколько раз одним и тем же изображением без риска испортить картинку. Каждый последующий прожиг делает изображение контрастнее.
Для работы этой технологии на ПК, помимо совместимого DVD(CD)-привода, необходима установка специального ПО, обеспечивающего поддержку этой технологии. Нередко это ПО уже включено в продукты третьих производителей (Ahead Nero, CloneCD, CloneDVD, Ashampoo, Cvadrat, Small CD-Writer и др.).

## История развития
Начиная с мая 2011 года компания HP стала отказываться от использования технологии прямой маркировки дисков HP LightScribe в ноутбуках. Компания HP постепенно начинает использовать в своих устройствах аналогичные приводы оптических дисков без технологии LightScribe.
В настоящее время официальный сайт находится в неактивном состоянии, но существует неофицальный сайт, на котором есть программное обеспечение и информация по LightScribe.

## Примеры
- http://www.lightScribe.eu lightScribe Labels